# Dick Kooy
Dick Kooy (wym. [dɪk koːj]; ur. 3 grudnia 1987 w Baarnie) – holenderski siatkarz, reprezentant Holandii, grający na pozycji przyjmującego. W reprezentacji Holandii rozegrał 74 mecze. W marcu 2016 roku otrzymał obywatelstwo włoskie.

## Sukcesy klubowe
Liga holenderska:
- 2009
- 2008

Superpuchar Włoch:
- 2012

Liga włoska:
- 2013

Puchar Polski:
- 2014

Superpuchar Turcji:
- 2015

Liga turecka:
- 2016, 2017
- 2024[6]

Liga rosyjska:
- 2018

Liga Mistrzów:
- 2021

## Nagrody indywidualne
- 2014: Najlepszy zagrywający turnieju finałowego Pucharu Polski